# Russell Lissack

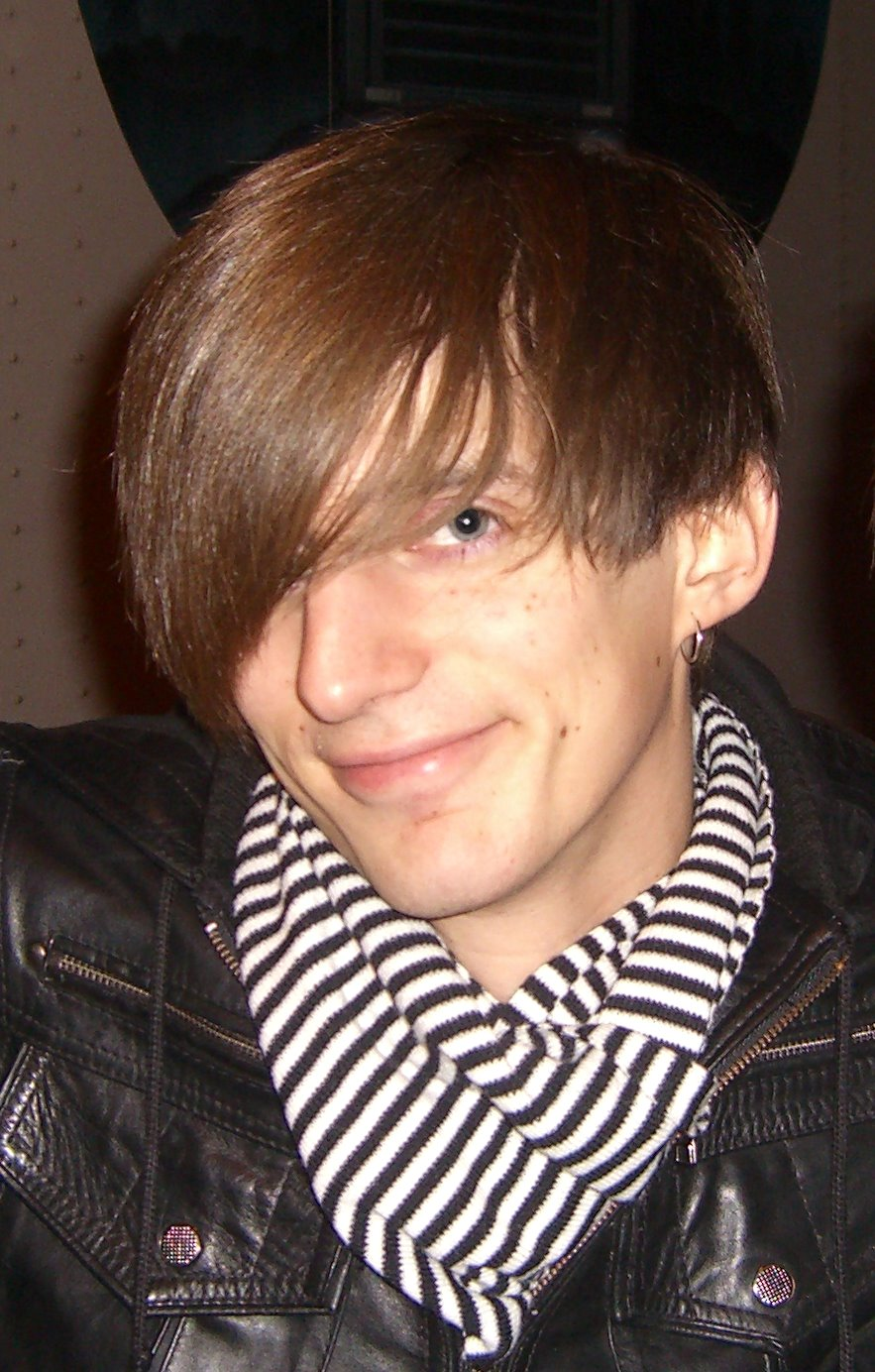
Russell Lissack

Russell Lissack (Chingford, 11 maart 1981) is de Britse leadgitarist van de indie rockband Bloc Party. 

## Levensloop
Lissack groeide op in Chingford, een buurt in Londen, en volgde les aan de Bancrafot's school in Woodford, Essex. Daarna studeerde hij Sociologie aan de Londen South Bank University, maar stopte ermee enkele weken voordat hij zijn studie voltooid had, zodat hij met Bloc Party kon toeren. Hij geeft niet veel interviews en hij kijkt steeds weg van de camera. Ondanks dat hij van natuur wat timide is, gaf Lissack een interview voor de website van Peta.
Toen Bloc Party populair werd in 2004, viel Lissack op met zijn ongewoon kapsel, dat met de vorm van een driehoek een groot deel van zijn hoofd en gezicht bedekt. Deze stijl staat bekend als de "blochead". Hij wordt ook vergeleken met de gitarist van Radiohead, Jonny Greenwood, wegens dezelfde speelstijl en looks.
Hoewel hij een scherpe solo sound heeft, verkregen met het gebruik van een Fender Telecaster, gebruikt hij ook de effectpedalen voor opzwepende stukken (zoals het delayeffect in "Like Eating Glass").
Lissack zit ook in "Pin Me Down', een duo met Milena Mepris en sinds 2017 is hij ook lid van de band Novacub, samen met Louise Bartle die als drummer met Bloc Party op tour ging.

## Invloeden
Lissacks voornaamste invloeden zijn Radiohead, Sonic Youth, Suede, The Smashing Pumpkins, New Order, The Smiths, Prince, Weezer, Escaflowne en Trancemuziek van de late jaren 90.
In een recent interview zei Kele Okereke dat Lissack vroeger in een Ash tribute band speelde. Lachend voegde hij eraan toe dat hij de rol van Charlotte Hatherley speelde. Men kan dus zeggen dat Lissack een jeugddroom in vervulling zag gaan toen hij als tweede gitarist mee op tour mocht met Ash in 2010 en 2011.

## Uitrusting

### Gitaar
- Fender Telecaster – Lissack's belangrijkste gitaar, ze wordt gebruikt in bijna elke liveshow. Een American blonde model met een zwarte slagplaat waar vele stickers op kleven, o.a. Pokémon en Disney-figuren
- Fender Telecaster - Blueburst, zwarte slagplaat.
- Fender Telecaster - Wit model met witte slagplaat
- Fender Telecaster - Wit, munt groene slagplaat, Waarschijnlijk een Fender 60's Classic Series Telecaster.
- Fender Telecaster - Bubble-gum pink, werd gebruikt in het begin van hun carrière. Is te zien in de Little Thoughts video.
- Fender Telecaster Custom – Black. Wordt gebruikt op Uniform live, en in de Hunting for Witches video
- Epiphone SG – Wit, werd gebruikt in het begin van hun carrière.
- Fender Jaguar – Blue, tortoise shell slagplaat, werd gebruikt in het begin van hun carrière.
- Hij Gebruikt ook producers' Gibsons in de studio, bijvoorbeeld de Gibson Les Paul in Uniform
- Fender Telecaster - Zwart, Witte slagplaat. Wordt gebruikt tijdens concerten van Pin Me Down

### Effectpedalen
Van Lissack is geweten dat hij veel gitaareffect gebruikt, live en in de studio. Door het talrijk gebruik ervan is het moeilijk om te achterhalen welke er precies worden gebruikt op een bepaald moment.
Door oogobservatie/interviews weet men dat Lissack de volgende effecten gebruikt:
- BOSS LS-2 Line Selector.
- BOSS DD-6 Delay
- BOSS DD-5 x2 Delay.
- BOSS OS-2 Overdrive/Distortion
- BOSS PS-5 Super Shifter. x2
- BOSS PW-10 Wah
- BOSS TR-2 Tremolo.
- BOSS TU-2 Tuner.
- BOSS RV-5 Reverb.
- Electro-Harmonix Big Muff.
- Electro-Harmonix Memory Man.
- Ernie Ball 6165 Stereo Volume/Pan Pedaal.
- Electro Harmonix POG Gitaar synthesizer pedaal.
- Korg Kaoss Pad

### Versterkers
- Fender Hot Rod Deluxe

### Overig
- E-bow